# Psychoda rhis
Psychoda rhis és una espècie d'insecte dípter pertanyent a la família dels psicòdids que es troba a Centreamèrica: Nicaragua (els departaments de Zelaya i Río San Juan) i Costa Rica (la província de San José).